# Johan Afzelius
Pour les articles homonymes, voir Afzelius.
Johan Afzelius est un chimiste suédois, né le 13 juin 1753 à Larv dans la province du Västergötland et mort le 20 mai 1837 à Uppsala.
Diplômé à l’université d'Uppsala en 1776, il enseigne la chimie, la métallurgie et la pharmacie dans cette même université de 1784 à 1820. Suivant la démarche développée par Torbern Olof Bergman (1735-1784), il s’intéresse à l’étude des composés organiques. Il isole l’acide formique à partir de la dissolution de fourmis et prouve sa différence avec l’acide acétique. Il étudie également l’acide oxalique et le nickel
En 1801, il est élu membre de l’Académie royale des sciences de Suède.
Ses frères sont le naturaliste Adam Afzelius (1750-1837) et le médecin Per von Afzelius (1760-1843).